# Gastouni
Gastouni  este un oraș în Grecia în prefectura Elida.